# Pepe & Rubianes
Pepe & Rubianes és una pel·lícula documental espanyola dirigida per Manuel Huerga sobre l'humorista galaico-català Pepe Rubianes, mort l'1 de març del 2009 als 61 anys per un càncer de pulmó. Fou estrenada en cinemes el 23 de desembre de 2011. Segons el director, "és el retrat d'una persona lliure i això li va costar més d'un disgust i un problema perquè hi ha qui no tolera la llibertat d'expressió". Ha estat doblada al català.

## Sinopsi
En un pis del Passeig de Gràcia de Barcelona, el 12 de gener de 2011, es reuneixen per sopar un grup d'amics de Pepe Rubianes, que s'autodenominen "Les vídues de Rubianes": Joan Lluís Bozzo, Pepe Molina; Joan Gràcia (membre del Tricicle), Lucila Aguilera (ex-esposa durant set anys), Carles Flavià, María Rosales (el seu amor), Toni Coll (el seu mànager), Manel Pousa ("el pare Manel") i Joan Manuel Serrat. Durant el sopar tots recorden anècdotes i moments que el definien com a còmic i com a persona. Això combinat amb fotografies i fragments dels seus shows i de les entrevistes amb Andreu Buenafuente, Albert Om i Toni Soler.

## Producció
Manuel Huerga va participar en un d'aquest sopars i li va donar la idea, compartida pel productor Jaume Roures que Rubianes no havia tingut un acomiadament adequat, i que no hi ha millor homenatge que uns amics al voltant d'una taula recordant-lo.

## Nominacions
Inicialment fou nominada al Gaudí a la millor pel·lícula documental de 2013, però la seva candidatura fou retirada “per desig exprés de la productora Versátil Cinema”, segons una nota feta pública per l'Acadèmia del Cinema Català.